# Florenci Bassa Rocas
Florenci Bassa Rocas (Llofriu, Palafrugell, Baix Empordà, 1889 - Buenos Aires, 1961), fill d'Irene Rocas, fou un periodista català establert a l'Argentina, de pensament nacionalista català, que col·laborà amb el periòdic La Nación i amb la revista Ressorgiment, igual que la seva germana, Maria Gràcia Bassa Rocas.
Als 16 anys va marxar a l'Argentina amb el seu futur cunyat Joan Llorens, marit de Maria Gràcia Bassa. Primer va treballar a Toay, a la província de la Pampa, més tard va treballar de pagès a la Colònia Catalana i posteriorment va treballar en les empreses de la família Llorens.
L'any 1914 retornà a Catalunya. El 1921 es casà amb Cèlia Palau de l'Argentina però amb orígens catalans. Després de la Guerra Civil retornen a l'Argentina, on va treballar per a l'editorial Joventud, filial de la de Barcelona i on va fundar la seva pròpia editorial, Camino. Va col·laborar com la seva germana Gracieta amb el periòdic Ressorgiment tant amb articles com amb fotografies, utilitzant el pseudònim de Bruguera. Es van arribar a publicar més d'un centenar de les seves fotografies, sobretot de paisatges i indrets gironins. També fou membre de l'equip del periòdic argentí La Nación. Va mantenir contactes amb el món cultural i amb moviments catalanistes. Com la seva mare Irene Rocas i els seus germans Maria Gràcia i Serafí, Florenci Bassa va ser simpatitzant de l'esperanto com a llengua auxiliar internacional.
El seu fons documental es conserva, juntament amb el de la seva família, a l'Arxiu Municipal de Palafrugell.